# HMS Courageous (50)
HMS Courageous là một tàu sân bay của Hải quân Hoàng gia Anh. Nó được chế tạo tại xưởng đóng tàu Armstrong Whitworth như một "tàu tuần dương hạng nhẹ cỡ lớn". Từng tham gia hoạt động trong những tháng ngày cuối cùng của chiến tranh Thế giới thứ nhất rồi sau đó được cải biến thành một tàu sân bay. Vào lúc 19 giờ 56 phút tối ngày 17 tháng 9 năm 1939, tàu này bị chiếc U-29 bắn chìm bằng 2 quả ngư lôi. 518 thủy thủ đoàn, trong đó có cả thuyền trưởng đều thiệt mạng và toàn bộ số máy bay trên tàu đều mất.

## Thiết kế và chế tạo

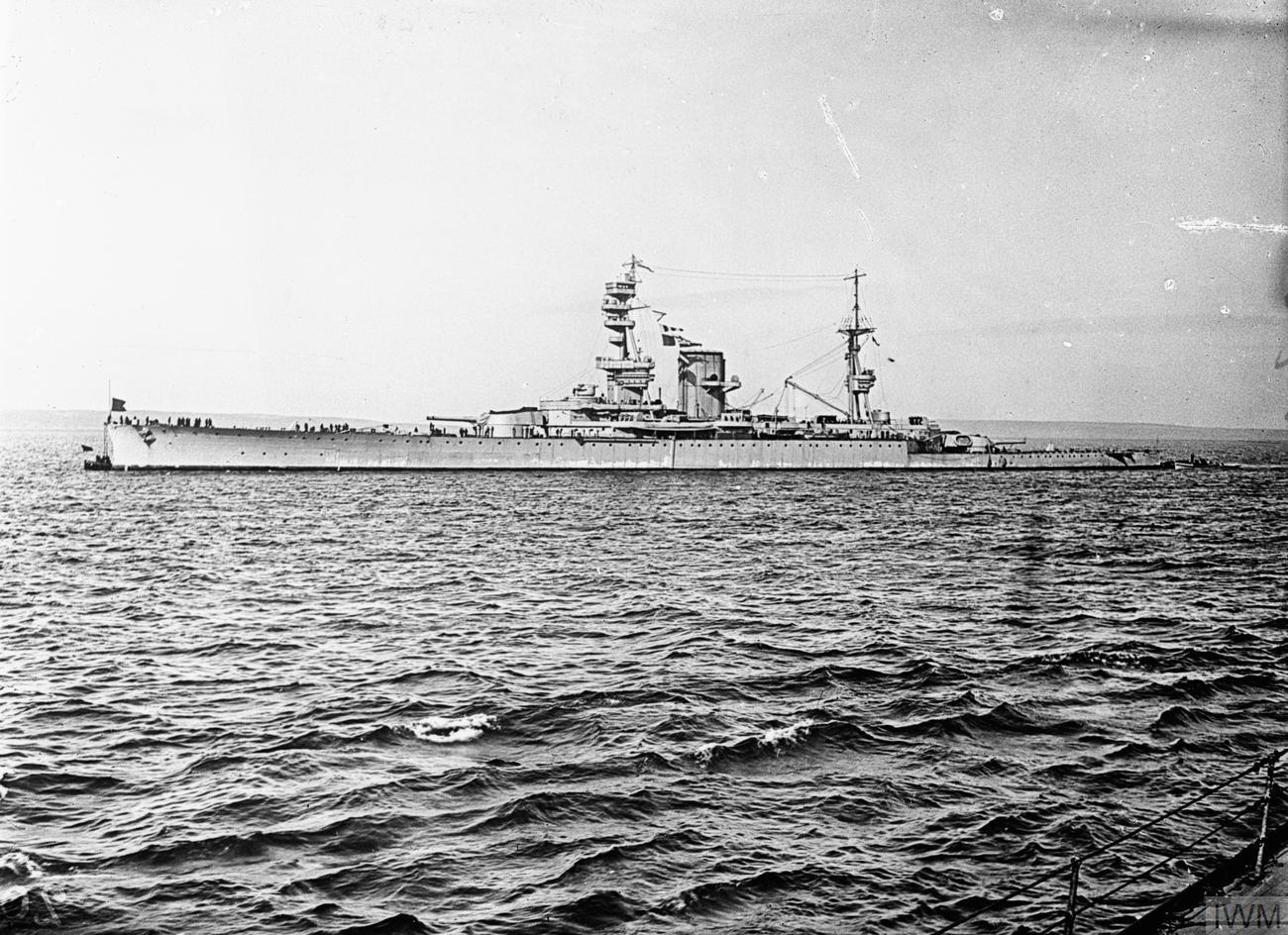
HMS Courageous không lâu sau khi hoàn tất như một tàu chiến tuần dương, năm 1916.

Những chiếc tàu chiến - tuần dương trong lớp Courageous là đứa con tinh thần của Đô đốc Hải quân Hoàng gia John Arbuthnot Fisher. Chúng được thiết kế như những "tàu diệt tàu tuần dương hạng nhẹ". Thoạt tiên chúng được dự định để hỗ trợ các chiến dịch tại vùng nước nông của biển Baltic, mà cuối cùng không bao giờ vượt qua. Thiết kế của nó là một kiểu tàu chiến - tuần dương hạng nhẹ. Trong khi trang bị hải pháo cỡ lớn 380 mm (BL-15 inch), nó lại được Hải quân Anh xếp vào loại tàu tuần dương hạng nhẹ do lớp vỏ giáp bảo vệ khá yếu. Courageous được chế tạo bởi hãng đóng tàu Armstrong Whitworth. Nó được đặt lườn vào ngày 28 tháng 3 năm 1915, được hạ thủy vào ngày 5 tháng 2 năm 1916, hoàn tất vào ngày 28 tháng 10 năm 1916, và được đưa ra hoạt động vào 4 tháng 11 năm 1916.
Hệ thống động lực của nó tương tự như chiếc tàu tuần dương hạng nhẹ HMS Champion được chế tạo trước đó, với hai hệ thống máy vận hành bốn trục chân vịt. Dàn pháo hạng hai của nó gồm những tháp pháo 102 mm (4 inch) ba nòng kiểu mới, được dự tính cung cấp tốc độ bắn cao chống lại các tàu phóng lôi và các chiến hạm nhỏ khác. Tuy nhiên, người ta phát hiện là việc nạp đạn cho chúng lại gây cản trở lẫn nhau, và tốc độ bắn lại chậm hơn ba khẩu pháo nòng đơn. Trong khi chạy thử máy, Courageous chịu đựng những hư hỏng về cấu trúc tại tháp chỉ huy khi đi qua vùng biển động ở tốc độ cao; các tấm thép che bên hông bị uốn cong, và có những vết rò rỉ tại các bồn dầu và bồn dự trữ nước. Việc sửa chữa nó bao gồm việc phải gia cố cấu trúc. Do cấu trúc nhẹ của nó và một số khiếm khuyết khác khiến nó mất nhiều thời gian hơn trong ụ tàu để sửa chữa, nó bị gọi tên lóng là 'Outrageous'.

## Lịch sử hoạt động

### Thế chiến I
Khi Courageous được đưa vào hoạt động cùng Hải quân Anh, nó được phân về Hải đội Tuần dương nhẹ 3 của Hạm đội Grand. Vào mùa Xuân năm 1917, nó được trang bị như một tàu rải mìn, có khả năng mang hơn 200 quả mìn trên các đường ray trên sàn phía sau, nhưng chỉ trong một thời gian ngắn, và chưa bao giờ hoạt động như một tàu rải mìn. Vào ngày 17 tháng 11 năm 1917, cùng với Glorious và Repulse, Courageous đối đầu cùng các tàu tuần dương hạng nhẹ của Đức trong Trận Heligoland Bight lần hai và bị thiệt hại nhẹ. Trong giai đoạn sau của Thế Chiến I, nó được chuyển sang Hải đội Tuần dương nhẹ 1. Vào năm 1918, các bệ phóng ngắn dành cho máy bay được trang bị trên cả hai tháp pháo 380 mm (15 inch). Vào ngày 21 tháng 11 năm 1918 thì lính Anh mới thấy tuần dương hạm Courageous có mặt khi Hạm đội Biển khơi của Đế quốc Đức đã đầu hàng từ 10 ngày trước, ngày 11-11.

### Cải biến thành tàu sân bay
Khi Hiệp ước Hải quân Washington được ký kết vào năm 1922, Courageous là phần tải trọng dư ra đối với lực lượng tàu chiến chủ lực, và người Anh quyết định cải biến nó thành một tàu sân bay. Sự kết hợp một thân tàu lớn và tốc độ cao, không tính đến sự không thành công của thiết kế ban đầu, khiến cho nó trở thành một ứng viên lý tưởng cho việc cải tạo. Việc cải biến nó thành tàu sân bay được bắt đầu vào năm 1924 tại Căn cứ Hải quân Hoàng gia Devonport, và nó được cho tái hoạt động vào ngày tháng 5 năm 1930. Các tháp pháo 380 mm của nó được tháo ra và đem trang bị lại trên chiếc HMS Vanguard. Chi phí của việc cải tạo hết 2.025.800 bảng Anh (tương đương khoảng 82 triệu bảng Anh vào năm 2005 ).
Khi tái hoạt động như một tàu sân bay, Courageous có hai sàn phóng máy bay: một sàn đáp chính và một sàn phóng phía dưới nhỏ hơn trước mũi. Khi được tái trang bị vào năm 1936, sàn phóng nhỏ phía trước được cải biến thành sàn hỏa lực cho các khẩu đội phòng không, và sàn đáp chính được trang bị thêm hai máy phóng có khả năng phóng máy bay nặng đến 4.500 kg (10.000 lb). Nó có hai tầng hầm chứa máy bay, dài 167,6 m (550 ft) và rộng 7,3 m (24 ft). Chiếc tàu có thể mang theo đến 48 chiếc máy bay các loại: Fairey Flycatcher, Blackburn Ripon và máy bay trinh sát Fairey III. HMS Courageous có thể phân biệt được bằng mắt thường với tàu sân bay chị em với nó, chiếc HMS Glorious (mã hiệu 77) do có phần nghiêng xuống của đầu sàn đáp về phía đuôi ngắn hơn, kiểu cột buồm khác biệt cũng như thêm một buồng hải đồ trên đảo cấu trúc thượng tầng.

### Thế Chiến II

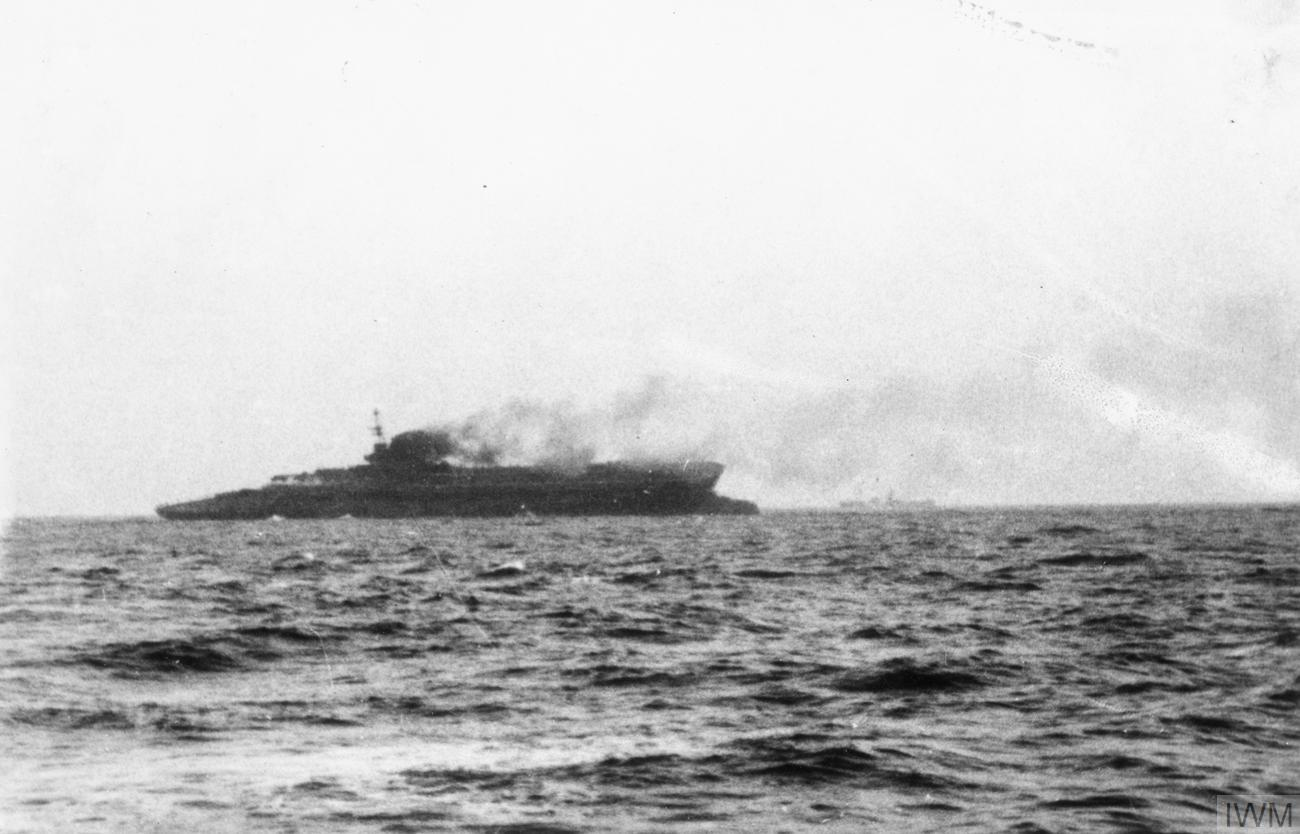
HMS Courageous đang chìm sau khi trúng phải ngư lôi của tàu ngầm U-29

Vào ngày 17 tháng 9 năm 1939, Courageous cùng 2 tàu khu trục khác của Hải quân Hoàng gia Anh đi tuần tra chống tàu ngầm ở ngoài khơi Ireland. Thủy thủ đoàn chiếc Courageous không hề hay biết rằng họ đã bị chiếc tàu ngầm U-29 của Đức theo dõi. Vào lúc 19 giờ 56 phút tối cùng ngày, Schuhart thấy con tàu này đang quay ngang thân của nó ngay trước mũi chiếc U-29 của ông ta để chuẩn bị phóng máy bay. Nhận thấy đây là cơ hội, ông ta phóng 3 quả ngư lôi về phía tàu này. 2 trong tổng số 3 quả ngư lôi đã đâm trúng Courageous. Con tàu bị trúng ngư lôi và chìm nhanh sau 23 phút. 518 quân nhân Anh, bao gồm cả thuyền trưởng, trên tàu thiệt mạng. 2 tàu dân sự là Veendam (tàu viễn dương Hà Lan) và Collingworth (tàu buôn Anh) đã cứu được hơn 400 người. 2 tàu khu trục HMS Ivanhoe và HMS Impulsive thì tổ chức truy tìm và phản kích chiếc U-29 trong hơn 4 giờ đồng hồ nhưng thất bại nên đã rời đi. Lợi dụng màn đêm, Schuhart cho chiếc U-29 lén nổi lên và an toàn quay về Đức. Ông được đích thân đại đô đốc Erich Raeder tặng Thập tự Sắt hạng nhất vì chiến công này. HMS Courageous là tàu quân sự đầu tiên của Anh bị Đức đánh chìm trong Thế chiến 2.
3 ngày trước, vào ngày 14 tháng 9 năm 1939, một vụ tàu ngầm tấn công tàu sân bay khác cũng diễn ra. Chiếc tàu ngầm U-39 (tàu này thuộc phân lớp IXA U-boat) của Kriegsmarine thực hiện vụ tấn công ngắm vào chiếc HMS Ark Royal của Hải quân Hoàng gia Anh. Vụ tấn công này không thành do 2 quả ngư lôi phóng ra từ chiếc U-39 phát nổ quá sớm khiến nó bị lộ. 3 tàu khu trục đi theo kéo đến bao vây, thả bom chìm khiến chiếc U-39 phải nổi lên mặt biển. Toàn bộ thủy thủ của chiếc U-39 đều sống sót và bị bắt làm tù binh. Vụ đánh chìm HMS Courageous đã khiến cho Hải quân Hoàng gia Anh buộc phải rút tất cả những tàu sân bay còn lại về hoạt động hạn chế ở vùng biển do nước này kiểm soát nhưng họ vẫn tiếp tục chịu tổn thất. HMS Ark Royal bị chiếc U-81 đánh đắm vào ngày 14 tháng 11 năm 1941 tại Gibraltar nhưng chỉ có duy nhất quân nhân 44 tuổi người Anh tên Able Seaman Edward Mitchell thiệt mạng, HMS Glorious thì bị 2 chiến hạm Scharnhorst và Gneisenau đánh đắm với 1207 quân nhân Anh trên tàu này thiệt mạng..